# Coll del Rei
El Coll del Rei és un coll situat a 1.059,6 m alt a la carena principal dels Pirineus a cavall dels termes comunal dels Banys d'Arles i Palaldà, a l'antic terme de Montalbà, de la comarca del Vallespir, a la Catalunya del Nord i municipal de Maçanet de Cabrenys, a l'Alt Empordà.
És a la zona sud del terme comunal dels Banys d'Arles i Palaldà i a la nord del de Maçanet de Cabrenys. És molt a prop a ponent del Coll de la Dona Morta i al nord-est del Coll de Perelló.